# Quichua de Imbabura
Quichua de Imbabura.- Kolektivni naziv indijanskim plemenima porodice Quechuan nastanjenih u ekvadorskoj provinciji Imbabura. Ime danas uglavnom označava Indijance Otavalo, u stvari obuhvaća uz Otavale i skupine Caranquis (Karankis) i Natabuelas, svih skupa ima ih oko 300,000 (SIL, 1977) ; 70,000 (ekvadorski izvori). Kečue iz Imbabure očuvali su još stari način života koji se temelji na planinskoj agrikulturi.

## Vanjske poveznice
- żConocía usted?  Arhivirana inačica izvorne stranice od 5. listopada 2006. (Wayback Machine)